# Fregaty rakietowe typu Floréal
Fregaty rakietowe typu Floréal – francuskie fregaty rakietowe opracowane po zakończeniu zimnej wojny z przeznaczeniem głównie do misji humanitarnych, ratowniczych i dozorowych. Dla Francji zbudowano sześć okrętów, dla Maroka dwa. Nazwy francuskich okrętów zaczerpnięto z kalendarza rewolucyjnego.

## Historia
Wraz z zakończeniem zimnej wojny w 1989, prawdopodobieństwo wybuchu konfliktu między największymi marynarkami wojennymi świata znacznie zmalało. W tym czasie wobec Francuskiej Marynarki Wojennej postawiono nowe zadania, wśród których były m.in. misje dozorowe na obszarze wyłącznej strefy ekonomicznej. Okręty dozorowe, które miała do dyspozycji Francja, nie były w pełni przystosowane do wykonywania tego rodzaju zadań. W związku z zapotrzebowaniem na nowe okręty dozorowe, podjęto decyzję o opracowaniu nowych jednostek tego typu. Do głównych zadań nowych okrętów miały należeć misje dozorowe, humanitarne, pokojowe i ratownicze. Do wypełniania tych zadań nie była potrzebna duża i silnie uzbrojona jednostka. Wybrano koncepcję małego okrętu wyposażonego w lądowisko dla śmigłowca, którego uzbrojenie składało się jedynie z dwóch wyrzutni pocisków przeciwokrętowych, działa 100 mm i działek 20 mm. Okręty miały być przystosowane do transportu niewielkich oddziałów jednostek specjalnych marynarki wojennej.
W celu obniżenia kosztów przy budowie jednostek miały być wykorzystane technologie cywilnego budownictwa okrętowego. Część charakterystyk okrętów opracowano na podstawie wymagań cywilnych towarzystw klasyfikacyjnych. Wybrano modułową metodę budowy, która polegała na łączeniu w suchym doku sześciu ok. 500-tonowych bloków. Budowa pierwszego okrętu typu „Floréal” (F 730) rozpoczęła się 2 kwietnia 1990 w stoczni Chantiers de l'Atlantique. Wodowanie miało miejsce 6 października 1990, wejście do służby 27 maja 1992.